# Wandalin Pusłowski
Wandalin Pusłowski herbu Pusłowski (ur. 1814, zm. 6 lipca 1884 w Paryżu) – polski hrabia, pan „na Kossowie”, inicjator budowy tamtejszego pałacu, właściciel warszawskiej Królikarni. 

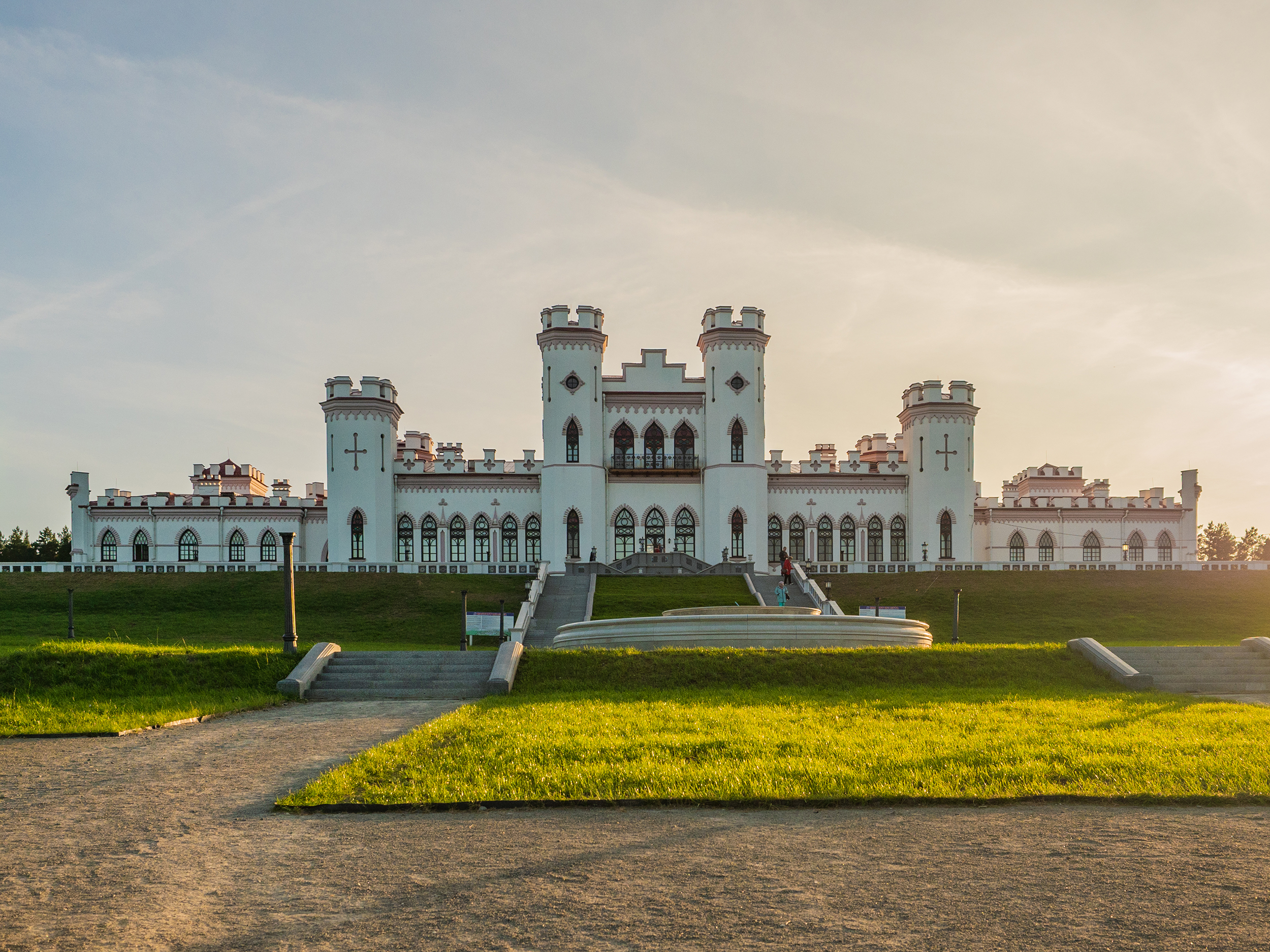
Pałac w Kosowie Poleskim

## Życiorys
Był synem Wojciecha i Józefy z Druckich-Lubeckich oraz młodszym bratem Franciszka Ksawerego (1806–1874). Z zamiłowania kolekcjoner sztuki i numizmatyk, interesował się również architekturą i archeologią. Zbudował fabrykę sukna w Chomsku, której był właścicielem. Fabryka ta jako pierwsza na Polesiu otrzymała maszynę parową. Z jego inicjatywy w Kosowie Poleskim w powiecie słonimskim, będącym centralnym ośrodkiem dóbr Pusłowskich na Litwie, powstał w 1838 neogotycki pałac projektu Franciszka Jaszczołda. W 1874 odziedziczył pałac Królikarna po swym starszym bracie. 
Był żonaty z Jadwigą Jezierską, pozostawił po sobie córkę Martę z Pusłowskich Krasińską (1859–1943). Miał dwóch wnuków: Michała (1883–1939) i Franciszka (ur. 1885). Córka Marta, związana w młodości z Mereczowszczyzną, większość życia spędziła w Warszawie, gdzie przed I wojną światową i w dwudziestoleciu międzywojennym prowadziła salon przy ul. Włodzimierskiej (Czackiego). Zmarła na emigracji w Nicei.